# Negocjacje (prawo)
Negocjacje – sposób zawierania umów. Polegają one na wzajemnym oddziaływaniu stron w celu zawarcia umowy. W toku negocjacji strony wymieniają się istotnymi informacjami, formułują oceny oraz progresywnie uzgadniają treść zawieranej umowy.
Prowadzenie negocjacji – jest to proces płynny, ciągły. W praktyce społecznej w drodze negocjacji zawierane są zwykle umowy bardziej złożone, nietypowe. Strony w toku prowadzonych negocjacji nie są związane swoimi oświadczeniami. Powinny natomiast prowadzić je w sposób zgodny z dobrymi obyczajami, a nie dla pozoru (innych celów, np. uzyskania informacji o drugiej stronie). Naruszenie tych powinności jest opatrzone sankcją odszkodowawczą, ale tylko w granicach negatywnego interesu umownego. 

Art. 72. § 1. Jeżeli strony prowadzą negocjacje w celu zawarcia oznaczonej umowy, umowa zostaje zawarta, gdy strony dojdą do porozumienia co do wszystkich jej postanowień, które były przedmiotem negocjacji.

§ 2. Strona, która rozpoczęła lub prowadziła negocjacje z naruszeniem dobrych obyczajów, w szczególności bez zamiaru zawarcia umowy, jest obowiązana do naprawienia szkody, jaką druga strona poniosła przez to, że liczyła na zawarcie umowy.

Art. 721. § 1. Jeżeli w toku negocjacji strona udostępniła informacje z zastrzeżeniem poufności, druga strona jest obowiązana do nieujawniania i nieprzekazywania ich innym osobom oraz do niewykorzystywania tych informacji dla własnych celów, chyba że strony uzgodniły inaczej.

§ 2. W razie niewykonania lub nienależytego wykonania obowiązków, o których mowa w § 1, uprawniony może żądać od drugiej strony naprawienia szkody albo wydania uzyskanych przez nią korzyści.

## Zawarcie umowy po negocjacjach
Zawarcie umowy – strony zawsze muszą uzgodnić przynajmniej konieczne elementy umowy (bez tego umowa nie dojdzie do skutku). Jednak zgodnie z art. 72 KC dopiero uzgodnienie wszystkich postanowień umowy, które były przedmiotem negocjacji – stanowi podstawę do uznania, że umowa została zawarta (tylko reguła interpretacyjna). Strony mogą uznać, że umowa została zawarta już po uzgodnieniu elementów koniecznych umowy, a kwestie sporne zostaną rozstrzygnięte w sposób ustalony przez same strony, albo przez sąd (na podstawie art. 56 KC).

## List intencyjny
List intencyjny – wyraża dążenie stron do zawarcia negocjowanej umowy (definitywnej). Podpisywane są w toku negocjacji zmierzających do zawarcia umów znacznej wartości. Nie są uregulowane normami.

## Zaproszenie do zawarcia umowy
Informacje takie jak ogłoszenia, reklamy itp. inicjują proces prowadzący do zawarcia umowy. Mogą one wyznaczać ofertowy (przez zaproszenie do składania ofert), negocjacyjny (przez zaproszenie do wszczęcia negocjacji) albo inny sposób zawierania umowy. Jeśli nie określono sposoby zawierania umowy należy przyjąć, że zapraszający otwiera każdą drogę prowadzącą do zawarcia umowy, a jej wybór należy do adresata.
Zaproszenie złożone przez przedsiębiorcę w postaci elektronicznej, musi być opatrzone odpowiednimi informacjami przewidzianymi dla ofert pod sankcją odpowiedzialności odszkodowawczej.